# ويليام راندولف ستيل
ويليام راندولف ستيل (بالإنجليزية: William Randolph Steele)‏ هو محامي وسياسي أمريكي، ولد في 24 يوليو 1842 بنيويورك في الولايات المتحدة، وتوفي في 30 نوفمبر 1901 في نفس البلد. حزبياً، نشط في الحزب الديمقراطي.